# Laboratorní krysy: Elitní jednotka
Laboratorní krysy: Elitní jednotka (v anglickém originále Lab Rats: Elite Force) je americký televizní sitcom vysílaný v roce 2016 na stanici Disney XD. Vznikl jako společný spin-off seriálů Laboratorní krysy a Super doktoři. Lab Rats: Elite Force sleduje elitní tým bionických hrdinů a superhrdinů z obou předchozích pořadů, kteří si slíbili, že budou pátrat po zločincích a zajišťovat bezpečí světa.

## Obsazení

### Hlavní role
- William Brent jako Chase Davenport
- Bradley Steven Perry jako Kazimieras / Kaz
- Jake Short jako Oliver
- Paris Berelc jako Skylar Storm
- Kelli Berglund jako Bree Davenport

### Vedlejší role
- Maile Flanagan jako Theresa "Terry" Cherry Perry
- Jeremy Kent Jackson jako Douglas Orville Davenport
- Hal Sparks jako Donald Davenport
- Booboo Stewart jako Roman
- Ryan Potter jako Riker
- Eric Steinberg jako Rodissiius

### Další role
- Fivel Stewart jako Reese
- Camille Hyde jako Naomi Davenport
- Angeline Appel jako Cyborg-45172 / Christina
- Angel Parker jako Tasha Davenport
- Brandon Salgado-Telis jako Bob Krane / Bob
- Pepi Sonuga jako Angela Connor / Crossbow
- Tristan DeVan jako Kyle
- Elisha Henig jako AJ
- Justin Lopez jako Clutch
- Patrika Darbo jako Mrs. Ramsey
- Johnathan McClain jako Tony
- Sanai Victoria jako Zoe

## Seznam dílů
| Č. v seriálu | Název                        | Český název          | Režie                | Scénář                                         | Premiéra v USA    | Premiéra v ČR                  | Prod. kód |
| ------------ | ---------------------------- | -------------------- | -------------------- | ---------------------------------------------- | ----------------- | ------------------------------ | --------- |
| 1            | The Rise of Five             | Zrod pětice          | Guy Distad           | Chris Peterson a Bryan Moore                   | 2. března 2016    | 3. února 2018                  | 101       |
| 2            | Holding Out for a Hero       | Držet se jako hrdina | Guy Distad           | Mark Brazill                                   | 9. března 2016    | 10. února 2018                 | 102       |
| 3            | Power Play                   | Přesilová hra        | Guy Distad           | Andy Schwartz                                  | 16. března 2016   | 17. února 2018                 | 103       |
| 4            | The Superhero Code           | Kodex superhrdinů    | Victor Gonzalez      | Julia Miranda                                  | 23. března 2016   | 24. února 2018                 | 106       |
| 5            | Need for Speed               | Kdo je rychlejší?    | Victor Gonzalez      | Greg Schaffer                                  | 30. března 2016   | 3. března 2018                 | 104       |
| 6            | Follow the Leader            | Kdo tu velí?         | Guy Distad           | Ken Blankstein                                 | 6. dubna 2016     | 10. března 2018                | 105       |
| 7            | The List                     | Seznam               | Victor Gonzalez      | Kenny Byerly                                   | 13. dubna 2016    | 17. března 2018                | 107       |
| 8            | Coming Through in the Clutch | Hrome to je síla     | Hal Sparks           | Jason Dorris                                   | 25. července 2016 | 24. března 2018                | 109       |
| 9            | The Intruder                 | Vetřelec             | Jody Margolin Hahn   | Ken Blankstein                                 | 10. září 2016     | 6. května 2018                 | 112       |
| 10           | The Rock                     | Kámen                | Hal Sparks           | Mark Brazill                                   | 17. září 2016     | 12. května 2018                | 114       |
| 11-12        | Home Sweet Home              | Domov sladký domov   | Victor Gonzalez      | Greg Schaffer (1. část)Andy Schwartz (2. část) | 24. září 2016     | 13. května 201819. května 2018 | 110-111   |
| 13           | Sheep-Shifting               | Ovčí Čachry          | Bradley Steven Perry | Maxwell Theodore Vivian                        | 1. října 2016     | 26. května 2018                | 115       |
| 14           | Game of Drones               | Hra o drony          | Guy Distad           | Mark Brazill                                   | 8. října 2016     | 5. května 2018                 | 108       |
| 15           | They Grow Up So Fast         | Rostou tak rychle    | Julia Miranda        | Paul Hoen                                      | 15. října 2016    | 20. května 2018                | 113       |
| 16           | The Attack                   | Útok                 | William Brent        | Chris Peterson a Bryan Moore                   | 22. října 2016    | 27. května 2018                | 116       |